# Luiz Alberto (político)
Luiz Alberto Silva dos Santos (quilombo Baixa do Guaí, Maragogipe, 3 de janeiro de 1953 - Lauro de Freitas, 13 de dezembro de 2023), também conhecido como Luiz Operário, foi um político, sindicalista e uma das maiores lideranças do movimento negro brasileiro.

## Formação
Em 1974, formou-se em Técnico em Administração pela Escola Técnica Estadual de Comércio. Em 1981, integrou o Curso Técnico Químico pela Secretaria de Educação da Bahia, mas não se formou. Também cursou Sociologia pela Universidade Federal da Bahia, mas não se formou.

## Carreira

### Militância
Mudou-se para Salvador nos anos 60 para completar os estudos. Aos 17 anos, serviu à Aeronáutica como forma de ajudar as despesas da família. Ingressou na Petrobras em 1974, como vigilante. Em 1976 passou a trabalhar como técnico químico, cargo que permaneceu até 1994.
Durante sua militância, correu risco de perseguição da Ditadura Militar, como ocorreu com seu colega Mário Lima. Em meados 1970, seu trabalho dialogou com outros sindicalitas do país, especialmente os membros dos sindicatos do ABC Paulista. Ele fez parte do Sindicato dos Petroleiros da Bahia (Sindipetro), onde foi secretário-geral de 1990 a 1991, e do Sindicato Único dos Químicos e Petroleiros, onde foi diretor de 200 a 2003. Ele foi um dos líderes da Greve dos Petroleiros de 1995, que durou 32 dias. Esta foi a greve mais duradoura da história da categoria.
Em 1978, Alberto Santos foi um dos membros fundadores do Movimento Negro Unificado (MNU), coordenando o movimento entre 1995 e 1998. Na década de 80, ajudou a fundar a Central Única dos Trabalhadores (CUT), sendo reconhecido pelo sindicato como crucial para sua formação atual. Também ajudou a fundar o Partido dos Trabalhadores (PT) da Bahia.

### Política
Alberto foi deputado federal por cinco mandatos pelo Partido dos Trabalhadores (PT) entre 1997 e 2015. De acordo com o MNU, ele foi a maior expressão parlamentar do movimento, e seu mandato foi marcado pela questão racial. Todos os assessores parlamentares da sua equipe eram negros.
Em 2003, foi um dos criadores da Frente Parlamentar pela Defesa da Igualdade Racial, que contava com deputados do PV, PT, PSDB e PCdoB. Ele foi o primeiro presidente do órgão. Em julho do mesmo ano, propôs o PL nº 1442/2003, que sugeria tornar o Dia da Consciência Negra em feriado nacional, porém foi arquivado em novembro de 2009 e a data foi inserida no calendário nacional sem o estado de feriado. Em 2007, foi suplente na CPI das Escutas Telefônicas Clandestinas. Porém, uma proposta semelhante (PL nº 3268/2021) foi sancionada pelo presidente Luiz Inácio Lula da Silva em 21 de dezembro de 2023, criando o Dia Nacional de Zumbi e da Consciência Negra. Também foi autor do PL que transformou-se na Lei nº 12.391/2011, que inscreveu os nomes de João de Deus, Lucas Dantas, Manuel Faustino e Luis das Virgens no Livro dos Heróis da Pátria.
Entre 2007 e 2008, foi secretário de Promoção da Igualdade da Bahia. Em 2013, foi assessor da Secretaria de Justiça e Direitos Humanos do Governo da Bahia. Em 2022, integrou a equipe de transição do terceiro governo Lula. Em 2023, lançou-se pré-candidato a prefeitura de Maragogipe.

## Morte
Alberto morreu de infarto em Lauro de Freitas em 13 de dezembro de 2023. Seu enterro ocorreu no dia seguinte, no Jardim da Saudade, em Salvador. Durante o velório, músicas como "Sorriso Negro" foram cantadas.
Jerônimo Rodrigues,  governador da Bahia, determinou luto de três dias no estado, e sua morte foi lamentada por órgãos como o MNU, a bancada do PT na Assembleia Legislativa da Bahia, Ministério dos Direitos Humanos e da Cidadania e o Ministério do Desenvolvimento Agrário e Agricultura Familiar, personalidades como o músico Tonho Matéria, Vovô do Ilê e Hélio Santos e políticos como Rui Costa, Felipe Freitas, Moema Gramacho, Roberta Santana, Valmir Assunção, Benedita da Silva, Robinson Almeida, Olívia Santana, Alencar Santana, Lídice da Mata, Jorge Solla, Pastor Sargento Isidório, Creuza Oliveira, José Sérgio Gabrielli, Jonas Paulo e Jaques Wagner.